# Dietrich III. von Limburg-Styrum
Graf Dietrich III. von Limburg-Styrum (* um 1347; † 2. Mai 1398) war ein deutscher Adliger, durch Abstammung Graf von Limburg und durch Erbe Herr von Styrum.

## Abstammung
Dietrich war ein Sohn von Johann von Limburg-Styrum und dessen erster Gemahlin Uda, Tochter von Otto III. von Ravensberg und Hedwig zur Lippe.

## Ehe und Nachkommen
Dietrich heiratete 1353 Johanna († um 1384), Tochter von Heinrich von Reifferscheid († 25. Juli 1355) und Johanna von Kessenich († 21. Februar 1361). Sie hatten folgende Nachkommen:
- Friedrich (* um 1378; † um 1397)
- Johann (* um 1379; † um 1396)
- Eberhard (* um 1380; † um 1424)

⚭ Gräfin Ponzetta von Neuenahr-Dyck (* 1406; † um 1450)
- Dietrich (* um 1387)
- Godert, Kanoniker in Köln (1432)
- Gerhard (gen. 1421)
- Irmiswind, Nonne im Reichsstift Thorn († 1429)
- Margareta († um 1436)

⚭ Burkhard Stecke zu Mühlenbroich († 16. Dezember 1419)